# Episodi di Non uccidere (seconda stagione)
La seconda stagione della serie televisiva Non uccidere, composta da 24 episodi, è stata trasmessa in prima visione assoluta in Italia dalla Rai, suddivisa in due parti: la prima parte è stata pubblicata in anteprima dal portale RaiPlay il 1º giugno 2017, e poi trasmessa da Rai 2 dal 12 giugno al 3 luglio 2017; la seconda parte è stata anch'essa pubblicata in anteprima da RaiPlay il 21 dicembre 2018, e poi trasmessa da Rai Premium dal 19 gennaio 2019.
| nº            | Titolo      | Pubblicazione    | Prima TV        |
| Prima parte   | Prima parte | Prima parte      | Prima parte     |
| ------------- | ----------- | ---------------- | --------------- |
| 1             | Episodio 1  | 1º giugno 2017   | 12 giugno 2017  |
| 2             | Episodio 2  | 1º giugno 2017   | 12 giugno 2017  |
| 3             | Episodio 3  | 1º giugno 2017   | 14 giugno 2017  |
| 4             | Episodio 4  | 1º giugno 2017   | 14 giugno 2017  |
| 5             | Episodio 5  | 1º giugno 2017   | 19 giugno 2017  |
| 6             | Episodio 6  | 1º giugno 2017   | 19 giugno 2017  |
| 7             | Episodio 7  | 1º giugno 2017   | 21 giugno 2017  |
| 8             | Episodio 8  | 1º giugno 2017   | 21 giugno 2017  |
| 9             | Episodio 9  | 1º giugno 2017   | 26 giugno 2017  |
| 10            | Episodio 10 | 1º giugno 2017   | 26 giugno 2017  |
| 11            | Episodio 11 | 1º giugno 2017   | 3 luglio 2017   |
| 12            | Episodio 12 | 1º giugno 2017   | 3 luglio 2017   |
| Seconda parte |             |                  |                 |
| 13            | Episodio 13 | 21 dicembre 2018 | 19 gennaio 2019 |
| 14            | Episodio 14 | 21 dicembre 2018 | 19 gennaio 2019 |
| 15            | Episodio 15 | 21 dicembre 2018 | 26 gennaio 2019 |
| 16            | Episodio 16 | 21 dicembre 2018 | 26 gennaio 2019 |
| 17            | Episodio 17 | 21 dicembre 2018 | 2 febbraio 2019 |
| 18            | Episodio 18 | 21 dicembre 2018 | 2 febbraio 2019 |
| 19            | Episodio 19 | 21 dicembre 2018 | 2 febbraio 2019 |
| 20            | Episodio 20 | 21 dicembre 2018 | 2 febbraio 2019 |
| 21            | Episodio 21 | 21 dicembre 2018 | 9 febbraio 2019 |
| 22            | Episodio 22 | 21 dicembre 2018 | 9 febbraio 2019 |
| 23            | Episodio 23 | 21 dicembre 2018 | 9 febbraio 2019 |
| 24            | Episodio 24 | 21 dicembre 2018 | 9 febbraio 2019 |

## Episodio 1
- Diretto da: Lorenzo Sportiello
- Scritto da: Claudio Corbucci e Peppe Fiore

### Trama
La squadra indaga sull'omicidio di una donna, ospite in un centro antiviolenza assieme al figlio; all'ora del decesso, nelle vicinanze si trovava il marito sul quale ricadono i primi sospetti. Sul versante privato, Valeria ha intrecciato una relazione sentimentale con il suo braccio destro Andrea Russo (Matteo Martari), che tengono nascosta a Lombardi, e riceve una telefonata dal fratello: la madre non è tornata a casa. Visionando i filmati di sorveglianza della zona in cui è stata vista l'ultima volta, nota che è stata fatta salire su un'auto da un uomo, identificato poi come tale Giuseppe Menduni, che l'ha rapita. La Ferro, seguendolo, giunge in un deposito dove trova la fede della madre e tracce di sangue.
- Guest star: Lidia Vitale (Alessia), Melissa Anna Bartolini (avv. Paola Ferrario), Ivan Franek (Tomas Novak).

## Episodio 2
- Diretto da: Lorenzo Sportiello
- Scritto da: Claudio Corbucci e Peppe Fiore

### Trama
Valeria affronta la morte della madre, il cui presunto omicida era presente nei pressi della casa al lago dove nel 1998 il padre venne ucciso. Menduni viene arrestato al matrimonio di sua figlia Viola e durante l'interrogatorio con Lombardi confessa di avere ucciso Lucia poiché lo aveva lasciato anni prima in Calabria a pochi giorni dal matrimonio negando però un collegamento con l'omicidio del marito Mario, avvenuto 13 anni dopo. Valeria fa visita in carcere a Menduni, il suo vero padre (lei è nata infatti dalla loro relazione): l'uomo afferma di aver ucciso Mario nel 1998 poiché si era voluto mettere in mezzo, Lucia si era presa la colpa e si era fatta 17 anni di carcere al posto suo, ma una volta uscita lo aveva minacciato di raccontare la verità a Valeria. L'Ispettrice fa in modo che Lombardi venga sospeso per come gestì l'indagine su Lucia. In un flashback verso la fine, si vede il giovane Menduni entrare nella casa al lago e trovare Lucia sporca di sangue con accanto il corpo senza vita di Mario (facendo sembrare che sia stata lei).
- Guest star: Fausto Maria Sciarappa (Mario Ferro, padre di Valeria), Riccardo Leto (PM Guido Marra), Tommaso Magnano (Filippo Ricci).
- Ascolti Italia: telespettatori 1.089.000 - share 5,2%[5]

## Episodio 3
- Diretto da: Lorenzo Sportiello
- Scritto da: Claudio Corbucci e Peppe Fiore

### Trama
Barbara Alessi, una poliziotta, ritrova il cadavere del suo nipotino Matteo e viene arrestato suo cognato, Ettore Nardi, già condannato per abusi e soggetto a ordinanza restrittiva. Valeria Ferro è distrutta per la morte della madre e quando finalmente esce di casa dopo diversi giorni finisce per distruggere un distributore di snack. Subito rilasciata dal suo nuovo superiore Boero (Lombardi è stato sospeso per le sue ombre sull'arresto di Lucia Ferro nel 1998) e spronata dai suoi cari, inizia a indagare sul caso Nardi proprio quando il fratello maggiore viene rapito da suo zio Jacopo, fratello problematico di Ettore.

## Episodio 4
- Diretto da: Lorenzo Sportiello
- Scritto da: Claudio Corbucci e Peppe Fiore

### Trama
Jacopo Nardi e il nipotino Simone vengono ritrovati dalla polizia. Barbara Alessi uccide Manlio Carbone, suo compagno nonché custode delle elementari e vero assassino di Matteo, inscenando un'aggressione e in ospedale alla Ferro confessa di aver provato a incastrare il cognato a causa di vicende personali. La Ferro però scopre che il responsabile è Bruno Alessi, il nonno dei bambini, ma non arriva in tempo poiché Jacopo Nardi lo ha ucciso ammettendo poi di aver subito anche lui degli abusi dall'uomo. Lombardi, nonostante la sospensione, continua a indagare e racconta al PM Marra che secondo lui a uccidere Lucia Ferro non è stato Menduni.
- Guest star: Eleonora Giovanardi (Barbara Alessi), Ernesto D'Argenio (agente Galli), Francesca Beggio (Irene Alessi), Giovanni Calcagno (Ettore Nardi), Luigi Montini (Bruno Alessi), Riccardo Leto (PM Guido Marra), Paola Roman (Rita Boero).
- Ascolti Italia: telespettatori 1.256.000 - share 5,7%[6]

## Episodio 5
- Diretto da: Lorenzo Sportiello
- Scritto da: Claudio Corbucci e Peppe Fiore

### Trama
Lombardi, dopo tre mesi di indagini, si presenta alla porta di casa della figlia di Menduni, Viola, spiegandole perché è convinto dell'innocenza del padre il quale, nonostante la confessione, starebbe coprendo qualcuno. Lavinia Oliveira, una ragazza cubana, viene ritrovata nel seminterrato di un palazzo soffocata dopo un gioco erotico a tre. Giada denuncia la scomparsa di suo marito Antonio Pinto, scappato dopo il fatto e ritrovato poi morto in un parcheggio. Valeria Ferro scopre che è stata proprio Giada a uccidere il marito in casa spostando poi il corpo poiché era gelosa per la relazione che aveva con Sonia Fabris. Nel frattempo, l'Ispettrice, ancora scossa per la morte della madre, ha cominciato ad assumere delle pillole per dormire ma rischia di diventarne "dipendente".
- Guest star: Antonia Liskova (Giada Pinto), Lavinia Longhi (Sonia Fabris), Tommaso Maria Neri (Marco, figlio di Sonia), Vitaliano Trevisan (Franco Giordani), Anna Stante (Anita Giordani), Sabrina Martina (Caterina Giordani), Paola Roman (Rita Boero).

## Episodio 6
- Diretto da: Lorenzo Sportiello
- Scritto da: Claudio Corbucci e Peppe Fiore

### Trama
Nel forno di una fabbrica di mattoni viene trovato il corpo carbonizzato di Claudio Rivetti, figlio del proprietario. I sospetti ricadono prima su un operaio straniero, Rami, che si è infortunato nelle stesse ore e che è l'amante della moglie della vittima, Manuela, e poi sull'amministratore delegato Carmine Bracco. Questo confessa di aver riciclato soldi della società tramite una off-shore e di aver ucciso Claudio poiché era contrario a quella pratica. La Ferro scopre però che dietro a Bracco c'è la 'ndrangheta e così l'uomo confessa di essersi occupato dello smaltimento di materiali di risulta nei mattoni e indica Francesco Rivetti come assassino del fratello Claudio. L'assunzione quasi quotidiana delle pillole da parte di Valeria la fa litigare con Andrea (che vorrebbe passare più tempo con lei dopo il lavoro, ma è impossibile in quanto lei è "stordita" dalle sostanze), che le chiede di buttarle tutte; lei lo fa, ma poi lui gliene scopre altre addosso intuendo che non le aveva gettate. Alla fine però lei gli giura di aver smesso. Intanto Menduni, in carcere, nega alla figlia di aver coperto qualcuno e così lei se la prende con Lombardi, il quale le chiede aiuto per provare di avere ragione: deve tornare a far visita al padre, ma stavolta indossando un microfono nascosto per registrare la conversazione. In un primo momento Viola rifiuta, poi cambia idea e accetta.
- Guest star: Luca Lionello (Carmine Bracco), Adriano Chiaramida (Rinaldo Rivetti), Aisha Cerami (Manuela Rivetti), Eros Galbiati (Francesco Rivetti), Federico Lima (Rami).

- Ascolti Italia: telespettatori 967.000 - share 4,4%[7]

## Episodio 7
- Diretto da: Lorenzo Sportiello
- Scritto da: Claudio Corbucci e Peppe Fiore

### Trama
Viene arrestato Samuele Torti per aver ucciso la sua fidanzata. Elisa Pagano collega il ragazzo alla scomparsa di sua figlia Livia. Torti confessa di averla strangolata e porta la polizia dove aveva nascosto il suo corpo anni prima ma riesce a fuggire. Il cadavere che viene trovato però non è di Livia, bensì di una prostituta. Torti affronta Elisa Pagano negando di aver ucciso sua figlia dato che la amava e davanti a lei si toglie la vita tagliandosi la gola. L'ispettrice Ferro risale così a Vittorio Manni, socio del padre di Livia, che conferma di aver messo incinta Livia quando aveva solo 16 anni e di averla poi uccisa perché lo minacciava; ma è sua moglie Daniela infine a confessare di aver ucciso la ragazza nascondendone poi il cadavere in un cantiere. Viola Menduni viene ricoverata in seguito a un incidente d'auto e poco dopo suo padre Giuseppe viene condannato a 26 anni di carcere (udienza alla quale Valeria non si è sentita di partecipare, malgrado le insistenze del fratello). Valeria si reca in ospedale a vedere la ragazza, identificandosi come "sua sorella".
- Guest star: Claudia Coli (Daniela Manni), Marius Bizău (Samuele Torti), Alessia Giuliani (Elisa Pagano), Andrea Pennacchi (Maurizio Pagano), Giovanni Franzoni (Vittorio Manni), Gianni Quillico (Stefano Durante), Riccardo Leto (PM Guido Marra).

## Episodio 8
- Diretto da: Adriano Valerio
- Scritto da: Claudio Corbucci e Peppe Fiore

### Trama
La morte di Francesca Molino, una stimata oncologa, viene inizialmente classificata come suicidio, ma uno dei bambini della clinica racconta di averla vista con qualcuno sulla terrazza poco prima. I primi sospetti ricadono su Fabio Serra il quale aveva avuto un forte litigio con la dottoressa poiché non aveva voluto prendere in cura suo figlio Arturo. In realtà l’uomo è solo disperato per la condizione del figlio e la Ferro scopre che ad uccidere Francesca è stato il primario Domenico Riccardi per questioni di lavoro. Menduni firma per far operare la figlia (è un'operazione rischiosa perciò serve il consenso firmato di un familiare) e chiama Valeria per chiederle di starle vicino.
- Guest star: Luciano Virgilio (Domenico Riccardi), Lucrezia Guidone (Agnese Riccardi), Sabrina Paravicini (Simona Molino), Demetra Bellina (Beatrice Simeoli), Biagio Forestieri (Fabio Serra), Alessia Donadio (moglie di Serra), Edoardo Vaino (Arturo Serra).
- Ascolti Italia: telespettatori 960.000 - share 4,9%[8]

## Episodio 9
- Diretto da: Claudio Noce
- Scritto da: Claudio Corbucci e Peppe Fiore

### Trama
Padre Alessandro Cocci, nella canonica della parrocchia di Novareto, trova il corpo di Eva Zajc, una ragazza polacca che lui aveva fatto assumere come donna delle pulizie. Nelle stesse ore nel monastero padre Isaia, monaco con precedenti penali, tentava il suicidio e veniva soccorso da padre Bernardo e padre Saverio. Quest’ultimo confesserà che la ragazza è rimasta uccisa durante una lite con padre Jacopo, suo vero padre e che anche il monaco era rimasto ucciso (il suo cadavere verrà trovato dalla polizia nel monastero); era stato proprio padre Saverio a nascondere il suo corpo e a portare quello di Eva alla canonica. Andrea Russo, collega e fidanzato di Valeria, scopre che Viola stava collaborando con Lombardi, da poco rientrato in servizio. L’operazione di Viola va a buon fine e Valeria ne è sollevata. Andrea le propone di trasferirsi da lui.
- Guest star: Luis Gnecco (padre Saverio), Gaetano Bruno (padre Alessandro Cocci), Maximilian Dirr (padre Isaia), Bob Messini (padre Nicola), Christian La Rosa (padre Bernardo), Tommaso Magnano (Filippo Ricci).

## Episodio 10
- Diretto da: Claudio Noce
- Scritto da: Claudio Corbucci e Peppe Fiore

### Trama
Giorgia Vetere, psicologa dell'Esercito, viene trovata morta nel suo studio e si sospetta subito del tenente Adriano Navarro, suo amante. Il militare confessa di aver messo su un giro di droga con il collega Rosario Morra il quale aveva raccontato il fatto alla psicologa. Ad ucciderla però è stata Silvia Santini, una militare che per problemi psicologici rischiava il posto. In ospedale, Valeria assiste al risveglio di Viola, alla quale rivela di essere lei la poliziotta che ha arrestato il padre; la ragazza non ha sensibilità alle braccia e alle gambe e a Valeria confida di essere stata contattata da Lombardi.
- Guest star: Matteo Taranto (ten. Adriano Navarro), Lana Vladi (Silvia Santini), Daniela Piazza (moglie di Navarro), Gianmaria Martini (Rosario Morra).
- Ascolti Italia: telespettatori 774.000 - share 3,6%[9]

## Episodio 11
- Diretto da: Claudio Noce
- Scritto da: Claudio Corbucci e Peppe Fiore

### Trama
Dopo che la Scientifica le consegna il microfono rinvenuto nell'auto di Viola, Valeria affronta Lombardi e minaccia di denunciarlo al Questore ma Andrea la dissuade, suggerendole invece di pensare alla sorella. Racconta poi a suo fratello Giacomo di essere figlia di Menduni, e lui reagisce male. Lungo la tangenziale per Alba viene trovato il corpo di una ragazza, Fabiana, che muore in ospedale per le coltellate inferte. Gli esami medico - legali rilevano che era incinta. Si scopre che apparteneva ad una sorta di "setta" (chiamata "Figlie di Maat", dal nome della dea egizia dell'ordine cosmico) di sole donne che praticano il culto sincretico, fondata da tale Roberto Piastra insieme alla moglie Gabriella. Egli viene interrogato, e ammette di essere il padre del bambino di Fabiana. Nella "comune" sono ospitate anche altre due ragazze, Elena e Sofia, ma la prima è scomparsa. Le indagini fanno luce sui rapporti "morbosi" che legano le ragazze a Piastra e alla moglie, determinando che l'uomo abusava di tutte loro, le metteva incinta, le faceva partorire di nascosto con la complicità del veterinario Pietro Cognetti, e successivamente "vendeva" i bambini. Ad uccidere Fabiana è stata la sua compagna.
- Guest star: Stefano Dionisi (Roberto Piastra), Ángela Molina (compagna di Piastra), Fotinì Peluso (Sofia), Noa Zatta (Elena), Roberta Spagnuolo (madre di Elena), Stefano Saccotelli (Giorgio, ginecologo), Davide Capostagno (Pietro Cognetti), Nasser El Gilani (medico legale).

## Episodio 12
- Diretto da: Claudio Noce
- Scritto da: Claudio Corbucci e Peppe Fiore

### Trama
Il primo ballerino Flavio Trevisani muore avvelenato sul palco del teatro durante le prove di "Giselle", e mezz'ora dopo si sente male anche la sua partner Lavinia Mazza che viene solo, per fortuna, ricoverata. Le indagini inizialmente si concentrano su Dario, marito della donna, afflitto da problemi di salute, il quale voleva che Lavinia smettesse di ballare per non mettere a rischio il proprio corpo, indebolito da anni di allenamento massacrante. Alla fine si scopre che ad avvelenare Flavio è stato Yuri, un ballerino cacciato dalla compagnia mesi prima, per gelosia, dato che Flavio gli aveva "rubato" il posto come primo ballerino (che, stando a Yuri, spettava a lui) e sua madre Olga ha poi cercato di eliminare le tracce del veleno dal camerino. Andrea e Lombardi iniziano a collaborare (anche se quest'ultimo è un po' ostile dopo aver sorpreso Andrea e Valeria in "atteggiamenti intimi" e avendo quindi capito che si frequentano) per chiarire il colpevole dell'omicidio di Mario Ferro, mentre Valeria, in ospedale, rivela a Viola di essere sua sorella; il rapporto con il fratello Giacomo è ancora incrinato.
- Guest star: Giselda Volodi (Vera Cattani), Gabriele Rossi (Yuri), Beatrice Olla (Lavinia Mazza), Alla Krasovitzkaya (Olga), Alessandro Adriano (Dario Baldi), Rossella Piro (Adele Pergami), Nasser El Gilani (medico legale).
- Ascolti Italia: telespettatori 828.000 - share 4%[10]

## Episodio 13
- Diretto da: Emanuela Rossi
- Scritto da: Claudio Corbucci, Valentina Gaddi e Sebastiano Melloni

### Trama
Una diciottenne, Margherita Ricci, viene trovata morta nell'apiario nel cortile della casa in campagna in cui vivono i genitori, lo zio Sante con la moglie Carla e la sorella minore; una quarta sorella si è suicidata gettandosi nel pozzo qualche mese prima, e la gemella di Margherita, Caterina, è scomparsa. Dopo aver interrogato il fidanzato della vittima (con il quale lei voleva andare ad abitare in un appartamento in città per essere così "libera" dalla famiglia), Valeria Ferro scopre che il vero padre delle due ragazze è in realtà lo zio Sante, fratello di loro padre, e la moglie confesserà di aver ucciso Margherita per rabbia, credendo che avesse una relazione con Sante. Valeria decide di accogliere Viola, in sedia a rotelle, nella casa che divide con Andrea, ma Viola è frustrata perché "costretta" a chiedere aiuto ogni volta che deve muoversi.
- Guest star: Irene Casagrande (Caterina Ricci), Maurizio Donadoni (Sante Ricci), Francesca Ciocchetti (Carla Ricci), Dario Manera (Gaetano Ricci), Chiara Degani (Aurora Ricci), Claudia Salerno, Fabrizio Costella (Tommaso Basa).

## Episodio 14
- Diretto da: Claudio Noce
- Scritto da: Claudio Corbucci

### Trama
Debora Perrone trova il corpo esanime di sua figlia Silvia Canale nel salotto di casa, dove sono evidenti le tracce di un festino a base di alcol e droga. Rachele, figlia del primo matrimonio del marito, è nuda e in fin di vita. Diventa chiaro che Silvia sia rimasta vittima di una violenza sessuale di gruppo dopo aver consumato GHB, e grazie ad un video della serata (purtroppo postato in rete), la squadra dell'Ispettore Ferro identifica i sei ragazzi presenti, tra cui il fidanzato di Rachele. Tuttavia nessuno di loro ha compiuto il delitto bensì la nuova compagna del padre della ragazza ovvero la madre di Rachele. Si scopre anche Walter, fratello biologico di Silvia, gestisce un giro di droga a scuola, con un amico, e che sono in debito con ragazzi più grandi; deciso a vendicarsi per la morte della sorella, sta per sparare a quello che crede l'assassino, ma viene fermato dai poliziotti. Viola prosegue la riabilitazione e Valeria organizza una cena a casa invitando Giacomo, la compagna di questo, la loro figlia Costanza e suo zio, per presentarli ufficialmente, ma la serata finisce male dopo che Viola reagisce in modo impulsivo tirando uno schiaffo alla piccola Costanza. Nel frattempo Lombardi, che sta continuando a indagare insieme ad Andrea senza che la Ferro lo sappia, risale a Vito Mecenate, capo della 'ndrina di Palmi latitante dal 2010 e con interessi a Torino da quando Sandrina De Lorenzo, amica di Menduni, si era trasferita anni prima nel capoluogo piemontese con il marito Salvatore, ucciso da Menduni poco prima di Mario Ferro.
- Guest star: Chiara Caselli (Debora Perrone), Riccardo Alemanni (Walter Canale), Vera Ingrid Canepa (Rachele Canale), Olivia Manescalchi (madre di Rachele), Daniele Ornatelli (Davide Canale).
- Ascolti Italia: telespettatori 171.000 - share 0,78%[11]

## Episodio 15
- Diretto da: Claudio Noce
- Scritto da: Claudio Corbucci

### Trama
Il ricco Ludovico De Millet riesce a salvarsi da una rapina nella sua villa uccidendo il ladro Paolo Ratti, una guardia giurata che aveva perso il lavoro al Moncalieri Country Club proprio per le pressioni del vicepresidente De Millet e che era andato a letto con sua moglie Nora. La donna in realtà si chiamava Lisa Gualdi e aveva cambiato nome nel 2007 dopo il presunto suicidio del compagno Diego De Rosa il cui padre tenta ora di ucciderla prima dell'arrivo della polizia. La donna scappa dal marito violento e si rifugia dalla cognata Matilde, sua amante, che uccide Ludovico facendolo soffocare nella camera di sicurezza che si era fatto installare in casa. Sandrina De Lorenzo, in visita da Viola, fa la conoscenza di Valeria e Andrea e riferisce tutto a Fausto Bodrino, avvocato di Menduni, il quale a sua volta lo riporta a Vito Mecenate, non sapendo di essere intercettata da Russo e Lombardi. Viola vede Andrea sfogliare foto di Lucia e alla fine dell'episodio Valeria rincasa e gliele trova in mano; Viola spiega che stando sempre rinchiusa in casa si annoia, perciò vedendo Andrea si era incuriosita.
- Guest star: Roberto Zibetti (Ludovico De Millet), Stella Egitto (Nora Virilli / Lisa Gualdi), Federica Rosellini (Matilde De Millet), Massimiliano Jacolucci (De Rosa), Daniele Conserva (amico di De Rosa), Massimo Galimberti (Guido Vanni).

## Episodio 16
- Diretto da: Claudio Noce
- Scritto da: Claudio Corbucci

### Trama
Lombardi scopre che la moglie del boss Vito Mecenate, Maria Grazia Pirrone, era scomparsa negli stessi giorni in cui Lucia Ferro arrivava a Torino. Inoltre, individua nelle foto una donna sconosciuta. L'avvocato di Menduni si preoccupa di telefonare a Vito per rassicurarlo. Viene ritrovato morto al fianco della sua auto l'imprenditore Pietro Kummel, minacciato di continuo da quando era uscito dal carcere dopo aver scontato un anno e mezzo di carcere per la morte di alcuni suoi operai. Nello scompartimento del capo area Glauco Testa viene arrestato Alessandro Parisi, operaio sopravvissuto all'incidente del 2012 e rimasto ferito nell'agguato dei cinque operai a Kummel architettato proprio da Testa; a sparargli per legittima difesa è stato Fabrizio D'Amato, ex compagno di cella di Kummel che lo stava accompagnando in banca per ottenere un prestito. L'uomo tenta di estorcere dei soldi dalla vedova Cristina Kummel per non aver interceduto per lui con la banca ma viene arrestato prima di poter fuggire con Katia. La polizia scopre che ad uccidere Kummel strangolandolo non sono stati né i cinque operai né D'Amato bensì la moglie di Testa arrivata sul posto dopo la loro fuga e desiderosa di vendicare la morte del figlio. All'inizio dell'episodio, Valeria chiede ad Andrea il motivo per cui stava sfogliando le sue vecchie foto: lui risponde che si era ingelosito perché lei non parla mai del periodo in cui frequentava Lombardi, e Valeria sembra credergli.
- Guest star: Fabrizio Ferracane (Fabrizio D'Amato), Emilio De Marchi (Glauco Testa), Anna Manuelli (Sara Kummel), Patrizia Punzo (Cristina Kummel), Lidiya Liberman (Katia), Teodoro Giambanco (Alessandro Parisi), Antonella Elia, Diego Facciotti (Paolo Rocca).
- Ascolti Italia: telespettatori 134.000 - share 0,6%[12]

## Episodio 17
- Diretto da: Michele Alhaique
- Scritto da: Claudio Corbucci

### Trama
Una rapina ad un portavalori finisce tragicamente: dei tre rapinatori, i fratelli Mastrangeli, Carmine e Rocco vengono uccisi nel conflitto a fuoco con la Polizia, mentre Cesare riesce a scappare con un bottino da mezzo milione di euro. Poche ore dopo, la moglie di quest'ultimo, Miranda Lorusso, viene trovata morta in casa dalla moglie di Carmine, Bianca Giordano, che viene interrogata e rivela il luogo in cui ha incontrato Cesare. Viene intercettata una telefonata tra lui e la figlia Alice, la squadra dell'Ispettrice Ferro si reca sul luogo e lo arresta. È stata proprio Alice ad uccidere la madre colpendola con un posacenere poiché aveva intuito che voleva scappare con il bottino insieme al suo amante Cristiano Donadio dopo aver teso l'imboscata ai Mastrangeli. Per identificare la donna sconosciuta nelle foto, Lombardi e Andrea scavano nella vita calabrese di Lucia (Valeria è ancora all'oscuro della loro indagine segreta). Lombardi "spia" Russo e Valeria dalla fessura della porta mentre stanno per fare l'amore, ed è sempre più geloso. Alla fine dell'episodio, per cercare di "alleviare" la gelosia, contatta da un sito online una escort molto somigliante a Valeria (chiedendole addirittura di legarsi i capelli in una coda, proprio come li porta la collega), ma l'espediente non fornisce l'effetto sperato e Lombardi la manda via; in parallelo, Valeria riceve una chiamata da Andrea che le chiede di raggiungerla ad un indirizzo. Giunta lì, lui le mostra l'appartamento e i due fanno l'amore.
- Guest star: Fabrizia Sacchi (Bianca Giordano), Benedetta Porcaroli (Alice Mastrangeli), Renato Marchetti (Cesare Mastrangeli), Claudia Penoni (Antonia Lorusso), Pasquale Di Filippo (Angelo), Jody Cecchetto (Daniele Mastrangeli), Mino Manni (Cristiano Casadio).

## Episodio 18
- Diretto da: Lorenzo Sportiello
- Scritto da: Claudio Corbucci

### Trama
A seguito di una rapina in casa Marta Valente rimane ferita mentre perdono la vita suo figlio Christian, con gravi problemi mentali, e Luigi Merlo, direttore di una ONLUS per disabili (in cui si pratica l'ippoterapia). A chiamare la Polizia è stato Sergio Musso, un vicino di casa (che ha visto la scena attraverso un binocolo in quanto agorafobico). Ada, madre di Marta, confesserà però la verità alla Ferro: durante una lite Marta uccide Luigi (i due avevano da tempo una relazione) e per inscenare una rapina con l'aiuto della madre imbavaglia Christian che però rimane soffocato. In uno scatto d'ira per via della gelosia nei confronti di Valeria, Lombardi stacca il proprio telefono d'ufficio; poi nasconde il cellulare di Andrea tra i documenti sulla scrivania di lei e, di proposito (poiché sa che Valeria lo leggerà), gli scrive un SMS sulla foto di Lucia. Lei infatti lo vede e chiede spiegazioni al fidanzato, avendo capito che non ha niente a che fare con la gelosia; Andrea è costretto ad ammettere di star indagando "in segreto" su Lucia e litigano, ma la informa comunque che forse Lucia aveva una relazione con il boss calabrese Vito Mecenate. Valeria torna a casa e Viola si accorge immediatamente che deve aver discusso con Andrea, anche se la prima non vuole parlarne. Andrea va a casa di Lombardi dicendogli che Valeria li ha scoperti e decidono quindi di raccontarle tutto.
- Guest star: Sandra Ceccarelli (Giorgia Merlo), Pia Lanciotti (Marta Valente), Roberto De Francesco (Sergio Musso), Paola Sambo (Ada, Valente), Marina Occhionero (Nadia Merlo), Donato Sbodio (Guido Silei).

## Episodio 19
- Diretto da: Michele Alhaique
- Scritto da: Claudio Corbucci

### Trama
Diego Padovano arriva al motel Gemma (sta pedinando Emiliano Nesta per conto del fratello Carlo, di cui è la guardia del corpo) in cui si incrociano varie storie: Emiliano ha una relazione con Ambra, moglie di Carlo; Erica fugge dal marito violento a cui ha sottratto ovuli di cocaina; Orazio Sabatini, proprietario del motel, che spia tutti accedendo ai condotti di ventilazione sopra le camere, e scopre un piano criminale ai danni proprio di Carlo (i cui ideatori sono Emiliano e Ambra). Andrea e Lombardi raccontano a Valeria della loro indagine parallela, di Mecenate, del suo probabile legame con Lucia, e di Sandrina De Lorenzo. Lombardi suggerisce a Valeria di parlare con Menduni; Andrea vorrebbe che lei lo perdonasse per averle mentito, ma lei non vuole ascoltarlo. In carcere, Giuseppe fa finta di niente e non ammette il collegamento con la De Lorenzo o il boss di Palmi, anzi le consiglia di lasciar perdere. Subito dopo la Ferro recupera sua sorella Viola a casa della De Lorenzo (Lombardi sta intercettando). L'avvocato Bodrino avvisa così Vito Mecenate che lo liquida dicendogli che il suo lavoro è terminato e che riceverà un "compenso per il disturbo". Successivamente, riferisce a Menduni che rinuncia a continuare a difenderlo, e dà a Viola una chiave per una cassetta di sicurezza. Grazie ad un contatto all'Antimafia, Lombardi, confrontando la fotocopia della carta d'identità di Lucia con la foto della donna misteriosa, scopre che Lucia e Maria Grazia Pirrone, moglie di Mecenate, sono la stessa persona. Valeria torna nuovamente in carcere: il padre è appena stato impiccato con delle lenzuola nella sua cella da alcuni carcerati. Nel Motel Gemma si incrociano diverse storie: Emiliano Testa sta pianificando l'uccisione di suo fratello Carlo insieme a Ambra, sua cognata nonché sua amante, ma la guardia del corpo dell'uomo, l'ex poliziotto Diego Padovano, cerca di impedirlo. Nella tavola calda di fronte al motel Erica scappa dal marito che inizia a sparare mettendo in fuga i coniugi Nesta; nello stesso momento Emiliano dalla finestra della sua stanza nel motel sta per sparare al fratello da distanza quando viene colpito in testa dal proprietario del motel, Orazio Sabatini.
- Guest star: Pier Giorgio Bellocchio (Diego Padovano), Camilla Filippi (Erica), Lorena Cacciatore (Ambra Nesta), Alberto Cracco (Orazio Sabatini), Giuseppe Antignati (Carlo Nesta), Orlando Cinque (Emiliano Nesta), Clio Cipolletta (Gemma Sabatini), Paolo Gargantino (Sebastiano).

## Episodio 20
- Diretto da: Michele Alhaique
- Scritto da: Claudio Corbucci

### Trama
Carlo Nesta ha capito che qualcuno ha cercato di ammazzarlo e ordina a Padovano di mettere al sicuro sua moglie e suo fratello. Emiliano è stato ucciso con un colpo in pancia e i resti del suo corpo vengono rinvenuti in un porcile. La polizia indaga anche sulla sparatoria avvenuta il giorno prima nella tavola calda: due proiettili non sono stati sparati nel locale dal marito di Erica ma sono partiti dal motel di fronte che viene perquisito. Carlo viene messo al corrente dalla Ferro che suo fratello aveva intenzione di ucciderlo e dopo avere scoperto che la moglie lo tradiva con il fratello la picchia con un tirapugni; Padovano nel tentativo di fermarlo lo uccide sparandogli. Il marito di Erica la rintraccia e vuole recuperare gli ovuli di droga che lei ha nascosto ma Orazio Sabatini per difenderla lo colpisce con una chiave inglese. Interrogato dalla Ferro ammette di aver colpito Emiliano per evitare che sparasse ma fa capire che a farlo sparire era stato Padovano. A casa dell'ex poliziotto, nel bagagliaio dell'auto, avvolto nella plastica, Lombardi trova il corpo di padre Joseph Pellegrini, truffatore ucciso da Carlo poiché stava raggirando Emiliano, e oltre tutto i proiettili che hanno ammazzato i fratelli Nesta sono gli stessi: ha ucciso Emiliano perché aveva scoperto che stava attuando uno spionaggio industriale contro la loro società. Anche Ambra ricattava Emiliano, ma lei non è morta perché Padovano ne è innamorato. All'inizio dell'episodio, Valeria informa il fratello che dovrà trasferirsi momentaneamente, con la famiglia, in un appartamento protetto a causa delle minacce a Menduni, e che Viola dovrà stare con loro; lui però rifiuta di lasciare la propria abitazione, il proprio lavoro e di "separare" la piccola Costanza dalla sua quotidianità. Allora Valeria gli rivela che Lucia era in realtà la moglie di Mecenate, boss calabrese; Giacomo non ha alcuna reazione, replicando che avevano sempre saputo che la madre aveva dei segreti. Poco dopo, mentre Valeria è in ospedale da Menduni (il quale non è morto, ma è stato per diversi minuti in ipossia e potrebbe riportare danni cerebrali permanenti), Giacomo riceve la visita di Lombardi, che cerca di convincerlo ad accettare l'offerta affinché non capiti nulla di male ai suoi cari (nel frattempo, ha fatto collocare una pattuglia davanti alla loro casa). Lombardi comunica a Valeria che il fratello si è deciso, per impedire ritorsioni di Mecenate, sempre latitante; per ringraziarlo, lei lo abbraccia ma lui, spingendosi oltre, tenta di baciarla, e lei si allontana. Valeria chiede poi scusa ad Andrea per il proprio comportamento "freddo" degli ultimi giorni (dovuto alla scoperta dell'indagine segreta che lui ha condotto alle sue spalle), e gli dice che vorrebbe tornasse a casa da lei. Menduni si sveglia e racconta a Valeria la verità: a Palmi lavorava per Mecenate, si era innamorato ricambiato di sua moglie, Lucia (che aveva messo incinta), e l'aveva fatta scappare a Torino (dove sarebbe poi nata Valeria) per evitare che il boss la uccidesse; Salvatore, marito di Sandrina De Lorenzo, aveva riconosciuto Lucia in un supermercato torinese e, deciso a eliminarla, era stato ucciso da Menduni al lago (1998). La De Lorenzo, dopo aver visto insieme Giuseppe e Lucia dopo l'uscita di questa dal carcere, aveva avvisato Mecenate il quale, per vendicarsi del "tradimento" di entrambi, ha eliminato la Ferro imponendo a Menduni di prendersi la colpa per salvare la vita a Viola (ha dovuto scegliere tra Lucia e le figlie). Tuttavia Giuseppe fa intendere che a uccidere Mario Ferro nel 1998 era stata per davvero Lucia.
- Guest star: Pier Giorgio Bellocchio (Diego Padovano), Camilla Filippi (Erica), Alberto Cracco (Orazio Sabatini), Giuseppe Antignati (Carlo Nesta), Lorena Cacciatore (Ambra Nesta), Orlando Cinque (Emiliano Nesta), Clio Cipolletta (Gemma Sabatini), Paolo Gargantino (Sebastiano).

- Ascolti Italia: telespettatori 181.000 - share 0,8%[13]

## Episodio 21
- Diretto da: Michele Alhaique
- Scritto da: Claudio Corbucci

### Trama
Le indagini sulla morte di Cristian Iorio, semiprofessionista di arti marziali miste, portano l'Ispettrice Ferro nel mondo della lotta e delle palestre, concentrandosi in particolare sull'allenatore con precedenti e coinvolto in un traffico di sostanze dopanti Tony Speranza, sull'atleta determinata Alessandra Boselli, e sulla fidanzata del ragazzo, Laura De Carolis, che frequenta un centro di riabilitazione per disturbi alimentari e il cui padre è eurodeputato. Nel frattempo Giacomo si è trasferito nella nuova casa protetta insieme alla famiglia, ma dice a Valeria che non vuole che Costanza cresca senza poter vedere gli amici. Lombardi chiede a Menduni dov'è Mecenate, ma lui non lo sa; Viola consiglia alla sorella di parlare con Giacomo, mentre Andrea la informa che l'avvocato Bodrino è irrintracciabile dopo aver ripulito il proprio ufficio e svuotato il conto; lo stesso anche per quanto riguarda la De Lorenzo. Andrea assicura a Valeria che riusciranno a prenderli. Nella casa protetta, Valeria rivela a Giacomo che era stata davvero Lucia a uccidere Mario nel 1998.
- Guest star: Nicola Rignanese (Tony Speranza), Camilla Diana (Alessandra Boselli), Valentina Romani (Laura De Carolis), Angelo Tanzi (onorevole De Carolis), Piero Maggiò (Beppe).

## Episodio 22
- Diretto da: Michele Alhaique
- Scritto da: Claudio Corbucci

### Trama
Ai mercati generali, nella cella frigorifera di un furgone viene trovato morto uno chef stellato, Giancarlo Agostini, che la notte prima aveva avuto un acceso diverbio con suo fratello Alberto. Le indagini si concentrano su alcuni membri della "squadra" del ristorante: Cristina Ruggieri, promettente sous-chef che ha la sclerosi multipla, Francesco Proietti, un giovane di talento, e lo stesso Alberto, che era stato "scavalcato" da Cristina (con la quale aveva avuto una storia finita un mese prima, proprio quando lei ha cominciato a frequentare Giancarlo) per il posto di aiuto cuoco. Alla fine l'Ispettrice Ferro capirà che ad uccidere l'uomo è stato Francesco, nato a Napoli da una relazione tra Agostini e Carmen Belotti: diventato cuoco nel suo ristorante torinese, una sera gli aveva rivelato di essere suo figlio e vedendosi rifiutato lo aveva accoltellato. Dopo aver fatto visita alla tomba di Lucia insieme a Valeria, Menduni viene riportato in carcere in attesa della revisione del processo e dei domiciliari; Lombardi ha dovuto passare il caso all'Antimafia, perciò loro teoricamente non possono più indagare. Giacomo comunica alla sorella di voler tornare a casa propria, perché Costanza ha bisogno di stare con i suoi amici (e lui e la moglie dei rispettivi lavori). Valeria guarda delle foto dei genitori pensando a come entrambi l'abbiano lasciata, e Andrea le assicura che lui non andrà da nessuna parte. Arrivata in ufficio il giorno successivo, lei chiede a Lombardi un permesso di mezza giornata per il lunedì seguente; lui lo firma nascondendo la propria irritazione perché ha intuito che probabilmente si prenderà una breve vacanza con Andrea. Nel finale dell'episodio, Valeria raggiunge i colleghi su una nuova "scena del crimine": nel terreno di un'azienda agricola sono stati rinvenuti dei sacchi neri contenenti parti del corpo, fatto a pezzi, di una donna: è Sandrina De Lorenzo.
- Guest star: Federica Girardello (Cristina Ruggieri), Sergio Romano (Alberto Agostini), Giovanni Buselli (Francesco Proietti), Paola Casella (Carmen Belotti), Alessia Quaratino (Miriam), Nasser El Gilani (medico legale).

## Episodio 23
- Diretto da: Michele Alhaique
- Scritto da: Claudio Corbucci

### Trama
A inizio episodio, Andrea e Valeria si sposano con rito civile davanti a Giacomo, la sua compagna, la piccola Costanza (che porta le fedi) e Viola. Essendo entrambi in permesso, è Lombardi ad essere chiamato su una scena del crimine, un appartamento nel quale una ragazza, Luna Castellani, è stata accoltellata nella vasca da bagno e poi rinvenuta a faccia in giù nel suo letto con graffi sulla schiena, dopo una notte in una discoteca. All'arrivo di Valeria e Andrea, lei si scusa per il ritardo dicendo che hanno dovuto prendere un permesso insieme per una "questione di famiglia", ma Lombardi nota la fede nuziale, intuisce che l' "impegno" è stato il matrimonio e reagisce male. Andrea osserva che avrà bisogno di tempo per accettarlo, ma Valeria replica che più tardi gli parlerà. L'Ispettrice Ferro interroga l'uomo che era stato visto discutere con la vittima, tale Ennio Pietrostefani, e i rilievi sull'auto della ragazza (usata per trasportarne il corpo) indicano una corrispondenza delle impronte del 94% con quelle di Azzurra, sorella gemella di Luna: perciò è Azzurra ad essere morta in realtà. Valeria la interroga, e lei afferma di aver trovato il cadavere, di averlo spostato, di aver capovolto il materasso per nascondere le tracce di sangue e di aver "assunto" l'identità della sorella perché invidiosa, ma di non averla uccisa e che nell'appartamento c'era qualcun' altro. Valeria va a parlare con Lombardi riguardo al suo matrimonio con Andrea, e sorprendentemente lui non si mostra ostile, anzi le dice che lei merita di essere felice, e Valeria è sollevata; tuttavia, più tardi, lui si reca in un bar a bere venendo provocato da due tizi, che lo pestano.

## Episodio 24
- Diretto da: Michele Alhaique
- Scritto da: Claudio Corbucci

### Trama
Il principale sospettato per l'omicidio di Azzurra è Gabriele Scarpa, conosciuto dalla vittima attraverso una chat, il quale aveva trascorso con lei la serata nella discoteca, per poi seguirla a casa. Egli fugge dagli arresti per cercare di scoprire cos'è accaduto la sera prima, poiché non ricorda nulla: tornato al locale, riuscirà a far confessare al barman che qualcuno (probabilmente Azzurra) aveva versato nel suo bicchiere della scopolamina. Luna racconta all'Ispettrice Ferro che la sorella, la sera precedente, era andata a letto con un uomo (infatti dagli esami medico-legali era emerso che la vittima aveva avuto un rapporto sessuale poco prima di essere uccisa), identificato sempre in Gabriele; Valeria lo riferisce alla moglie di quest'ultimo. Intanto, l’impiegata Virginia Conti si presenta per sporgere denuncia per una tentata aggressione avvenuta nel parcheggio della stessa discoteca dov’era presente Azzurra, e rivela anche che l'aggressore, il personal trainer Massimo Aliprandi, la sta ricattando tramite un video hot di loro due in auto. A casa di quest'ultimo, Andrea e Valeria trovano un sistema video collegato direttamente all'appartamento della Castellani, protetto da un codice. Gabriele Scarpa si costituisce. Aliprandi stacca la corrente nell'ufficio di Virginia e, appena lei esce, la aggredisce di nuovo; sta per ucciderla quando sopraggiungono Andrea e Rinaldi (il collega più giovane di Valeria) che lo arrestano. Lombardi, dopo aver ascoltato intercettazioni, si apposta in auto fuori da un casolare di campagna, cominciando a osservarne i movimenti e smettendo di rispondere alle telefonate di Valeria, la quale è preoccupata della sua irreperibilità. Il terzo giorno, lui finalmente la chiama dicendole di aver scoperto qualcosa sulla madre, ma che preferisce mostrarglielo di persona; quando lei arriva e si inoltra nel bosco, lui ammette di non sopportare gli sguardi tra lei e Andrea in commissariato, Valeria replica che è suo marito, e Lombardi dice che gli manca tutto di lei e che non si sarebbe dovuta sposare. Valeria si rende conto che la presunta scoperta sulla madre era una "scusa" per attirarla lì, e a quel punto la gelosia e l'ossessione di Lombardi (il quale non è mai riuscito ad accettare né la loro relazione né tantomeno il "matrimonio-lampo") "superano" il limite: la blocca contro un albero e tenta di stuprarla, ma fortunatamente lei riesce a divincolarsi e scappa. Alla Centrale, interroga Aliprandi e poi di nuovo la moglie di Gabriele, che risulta essere la colpevole dell'omicidio di Azzurra; inoltre, dice ad Andrea di essere contenta che si siano sposati. L'hard-disk trovato da Massimo viene decodificato. Dopo la tentata aggressione a Valeria, Lombardi vede diverse auto lasciare il casolare, perciò entra: tutte le stanze sono vuote, ad eccezione di una, in cui, davanti alla finestra, su una sedia a rotelle per la vecchiaia e per una malattia, c'è il boss Vito Mecenate, ormai prossimo alla morte. Lombardi gli si siede di fronte: Mecenate ammette di aver ucciso (sarebbe più corretto dire che ha fatto uccidere, dato che è impossibilitato a muoversi) Lucia (che all'epoca si chiamava Mariagrazia) perché lo aveva tradito con Giuseppe Menduni, e di aver provato a "incastrare" quest'ultimo per vendetta. Lombardi vuole sapere come mai non ha fatto uccidere anche lui, e Mecenate spiega che l'ha lasciato in vita per farlo soffrire, esattamente come ha sofferto lui per il tradimento di Lucia. Lombardi allora estrae il caricatore dalla sua pistola, toglie due proiettili e li pone davanti a Mecenate dicendo: “un morto per un morto” (si può ipotizzare che si offra di ammazzare Menduni, in cambio dell'uccisione, da parte degli uomini del boss, di Andrea, per poter "riavere" Valeria tutta per sé). La scena finale dell'episodio e della serie mostra Valeria fare una doccia, per cercare di "cancellare" il ricordo dell'aggressione del suo capo, infilarsi nel letto accanto ad Andrea già addormentato (e ignaro di quello che le è successo), sussurrargli un "Ti amo" e poi poco dopo alzarsi, mettersi la giacca, prendere la pistola ed uscire nel cuore della notte, con l'ultimissima inquadratura di lei nell'atto di salire sulla propria auto. 
- Guest star: Giordano De Plano (Gabriele Scarpa), Tea Falco (Azzurra Castellani), Francesca Cavallin (Virginia Conti), Raffaele Esposito (Aliprandi), Astra Lanz (moglie di Gabriele), Nicole Guerzoni (amica di Azzurra), Alberto Fasoli (Ennio), Pierluigi Misasi (Vito Mecenate).
- Ascolti Italia: telespettatori 148.000 - share 0,7%[14]